# Іршава
Іршáва (угор. Ilosva, словац. і чеськ. Iršava, їд. ארשעווע, нім. Irschau, пол. Irszawa, рум. Iloșva) — місто на заході України, в Хустському районі Закарпатської області. Центр Іршавської міської громади. До 2020 року — районний центр. Має значну густоту населення, попри невеликий розмір міста.

## Географія
Місто розташоване у передгір'ї Карпат, на обох берегах річки Іршавка (притоки Боржави), з усіх сторін оточене горами, височинами і лісами. У північній частині міста річки Вульхова та Ільничка впадають у річку Іршавку.
Місто перебуває в сейсмоактивній зоні Вранча. На території Закарпатської області землетруси відбуваються досить часто. Так, наприклад, в останній час землетруси було зареєстровано 23 січня 2020 року, 27 жовтня 2021 року з магнітудами 3,0 та 3,1 відповідно. 3 січня 2023 року, в районі м. Іршави, на глибині 6 км стався землетрус магнітудою 3,8-4,0 (за шкалою Ріхтера), а 14 квітня 2023 року стався землетрус інтенсивністю до 5 балів з епіцентром на відстані 11 км на схід від міста та глибині 4 км.

## Історія
Іршава та її околиці були заселені ще з давнини. На околицях міста існувало два городища: на горі Стремтура і на горі Бодулів, на місці останнього в XIII ст. було зведено кам'яний замок.
У VIII—VII ст. до н.е на північній околиці сучасного міста - горі Стремтура - існувало добре укріплене городище залізної доби (одне з найдавніших фортифікаційних об'єктів Закарпаття).
ІХ-ХІ ст. н. е. — з'являється слов'янське поселення в південно-західній околиці Іршави (гора Бодулів).
Точно невідомо, звідки взялася назва Іршава. За однією із версій, котра поширена серед населення, назва пішла від річки, у долині якої поселилися перші люди. Вони помітили, що під час повноводдя вода забарвлювалися в коричневий колір, ніби колір іржі. Звідси і виникла назва річки Іржавка (зараз ця річка називається Іршавка), а невеличке поселення на її берегах почали називати Іржава, що з часом трансформувалося на Іршаву.
Перша письмова згадка про поселення датована 1341, яке у тогочасних документах для зручності називалося Максемгаза (Makszemhaza — тобто дім Максима). Його тодішнім власником був Максим, син волоського князя Татомира. Імовірно, місцеве населення і надалі вживало первісну назву поселення Іржава, Іршава, Ілошва і тому, коли у 1460 році угорський король Матяш видає грамоту на право володіння, рід Максима починає писатися Ілошваями (de Ilosva).
XV—XVII століття характеризувалося частими війнами, повстаннями і хворобами.
У 1458 і наприкінці XVII ст. Іршаву пограбовано та спалено. Після цих подій в Іршаві залишилося буквально кілька сімей, тому поселення розвивалося дуже повільно.
З XIX ст. — центр Верховинського повіту Березького комітату. У середині XIX ст. поселення мало власну печатку з такою символікою (гербом): дерево, біля якого стоїть гайдук, що тримає на плечі вудку з підвішеними двома рибами (елементи герба роду Ілошваї; 1991 р. історик Я.Штернберг помилково описав печатку як зображення «селянина, що тримає в правій руці три риби»). Хоч зараз Іршава має населення понад 10 тисяч, кілька століть тому в Іршаві нараховувалося орієнтовно 100 дворів.
У період війни 1703—1711 рр. під проводом Ференца II Ракоці‎ Ірашавщина була одним з районів воєнних дій. У повстанських загонах билося приблизно 100 жителів селища.
У «Географічному довіднику Угорщини» за 1851 рік про Іршаву подані такі дані:

| Ілошва (Іршава). Русинське село у Березькому комітаті, розташоване на південь від Мукачева: 18 римо-католиків, 617 греко-католиків, 34 реформатори та 18 юдеїв. Мінеральне джерело води з поганим запахом, водяний млин, руїни давнього замку на горі Будулів. Орна земля родюча, луки хороші, ліс гарний, добре родять жолуді і дубильні горіхи. Землевласник – рід Ілошваї.Оригінальний текст (угор.) Ilosva, (Irsáva), orosz falu, Beregh vmegyében, Munkácshoz délre 3 mfldnyire: 18 r., 617 g. kath., 34 ref., 18 zsidó lak. Gör. kath. parochia. Van itt egy büdösköves ásványos forrás, vizimalom, egy régi vár omladéka Budolo hegyén. Szántóföldei egyik nyomáson termékenyek; rétjei jók; erdeje szép, és sok makkot, gubacsot szolgáltat. F. u. az Ilosvay nemz. |

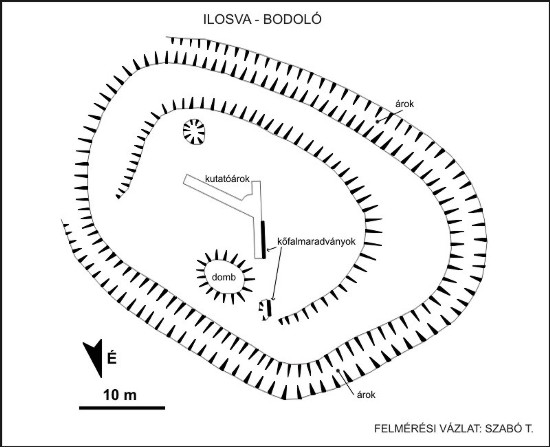
Замок Бодулів. Обстеження території: Сабо T.Felmérési vasalt: Szabó T.

Наприкінці XIX століття тут побудовано млин та лісопильню, з'явилося поштове відділення.
На початку XX століття в Іршаві було приблизно 300 будинків, населення 1315 осіб.
У 1916 році побудовано вузькоколійку між Береговом, Іршавою та Кушницею (див. Боржавська вузькоколійна залізниця). До нашого часу вціліла тільки частина цієї вузькоколійки. До пандемії коронавірусу, курсував потяг сполученням Іршава — Хмільник — Виноградів.
В період 1910-1919 років, в Іршаві проживало 969 русинів і 947 угорців. За Тріанонським мирним договором землі Березького комітату відійшли від Угорщини. Сьогодні майже на 10 тис. населення припадає не більше 200 угорців.
У 1920—1930-х в Іршаві було декілька млинів, один з них водяний, кузні, лісопильня, цех з перероблення льону, магазини, корчми, ресторан, школи, дитсадок та приватні лікарні.
У 1921 тут містився окружний комітет компартії Чехословаччини.
Перед Другою світовою війною Іршава деякий час входила до складу Чехословаччини.

### Друга світова війна
У роки нацистської окупації в околицях Іршави діяв партизанський загін об'єднань Дюли Урсти — Івана Прищепи.
До війни в місті проживало чимало євреїв. У 1944 все єврейське населення було вивезено до концентраційних таборів. Нині в колишній синагозі розташована станція Юних туристів.

### Українська РСР
У 1945 Підкарпатська Русь увійшла до складу Української РСР і була перейменована на Закарпатську область. Так Іршава стала українським радянським селом.
30 травня 1947 року Іршава здобула статус селища міського типу.
6 вересня 1982 року Іршава здобула статус міста районного підпорядкування.

## Населення

### Національний склад
Розподіл населення за національністю за даними перепису 2001 року:
| Національність  | Відсоток |
| --------------- | -------- |
| українці        | 97,42 %  |
| росіяни         | 1,47 %   |
| інші/не вказали | 1,11 %   |

### Мовний склад
Рідна мова населення за даними перепису 2001 року:
| Мова       | Чисельність, осіб | Доля     |
| ---------- | ----------------- | -------- |
| Українська | 9 315             | 97,93 %  |
| Російська  | 131               | 1,38 %   |
| Інше       | 66                | 0,69 %   |
| Разом      | 9 512             | 100,00 % |

## Присілки

Іршава, 2010

Кос
Кос — колишнє село в Україні, в Закарпатській області.
Об'єднане з Іршавою. 
Згадки:  1456/75: Koz, Kozfalva, 1456: Koszfalva, 1463: Kosfalw.
Рев
Рев — колишнє село в Україні, в Закарпатській області.
Об'єднане з Іршавою.
Згадки:  1458: Rew, 1460: Rew.
Максемгаза
Максемгаза — колишнє село в Україні, в Закарпатській області.
Об'єднане з Іршавою.

Згадки:  1341: Makszemhaza.

## Культура
На території району збереглися руїни Бронецького і Довжанського замків, а також городища в Арданові, Білках та на горах Бодулів та Стремтура, що на околицях Іршави. Їхня історія пов'язана зі стародавньою Римською імперією.

### Замок в урочищі Бодулів
На південний захід від міста Іршава, між селами Сільце і Собатин, підноситься гірський кряж Бодулів. Невелика округла вершина цього кряжу була обрана як місце для заснування поселення, а згодом — для будівництва укріплень. Підступи до гори з півночі і північного заходу ускладнює болотиста місцевість, у 200-х метрах на південний схід від схилу гори протікає річка Іршавка (притока Боржави). Північно-західний і східний схили височини відрізняються крутизною, південно-східний схил пологий. Місце було обране дуже вдало — звідси навколишні землі добре проглядалися на відстані кількох десятків кілометрів.
Це місце було настільки привабливим, що на майданчику гори в різні часи існувала низка поселень, що належали різним епохам і культурам. Згадок про замок в письмових джерелах не виявлено, тому він вважається одним із найбільш маловідомих укріплень Закарпатської області.

### Городище на горі Стремтура поблизу міста Іршава
Перший етап будівництва: IX століття до н. е.
Останній етап будівництва: VII століття до н. е.
В 1,5 кілометрах на північ від міста Іршава височіє гора Стремтура. На її вершині було влаштовано горизонтальний майданчик, що перебував на висоті 350 метрів над рівнем моря. Цей майданчик був використаний для заснування одного з найдавніших і найбільших фортифікаційних об'єктів Закарпаття. З огляду на вдале (з точки зору оборони) розташування городища, можна зробити висновок, що поселення в цьому місці будувалося, насамперед, як надійний укріплений пункт.
IX століття до н. е. Орієнтовно 2 700 — 2 900 років тому на горі сформувалося городище площею приблизно 8 гектарів. Воно було захищене валами і ровами.
Під час розкопок на території городища були знайдені фрагменти кераміки: амфор, мисок, судин ранньої залізної доби (ХІ — VI століть до н. е.). Крім цього, тут були знайдені 13 залізоплавильних сурм і кілька «козлів» — відходів виробництва у вигляді залізного шлаку.
В наші дні збереглися, ймовірно, залишки ровів і валів.

### Теперішній час. Архітектура міста. Релігія

Свято-Іллінський храм

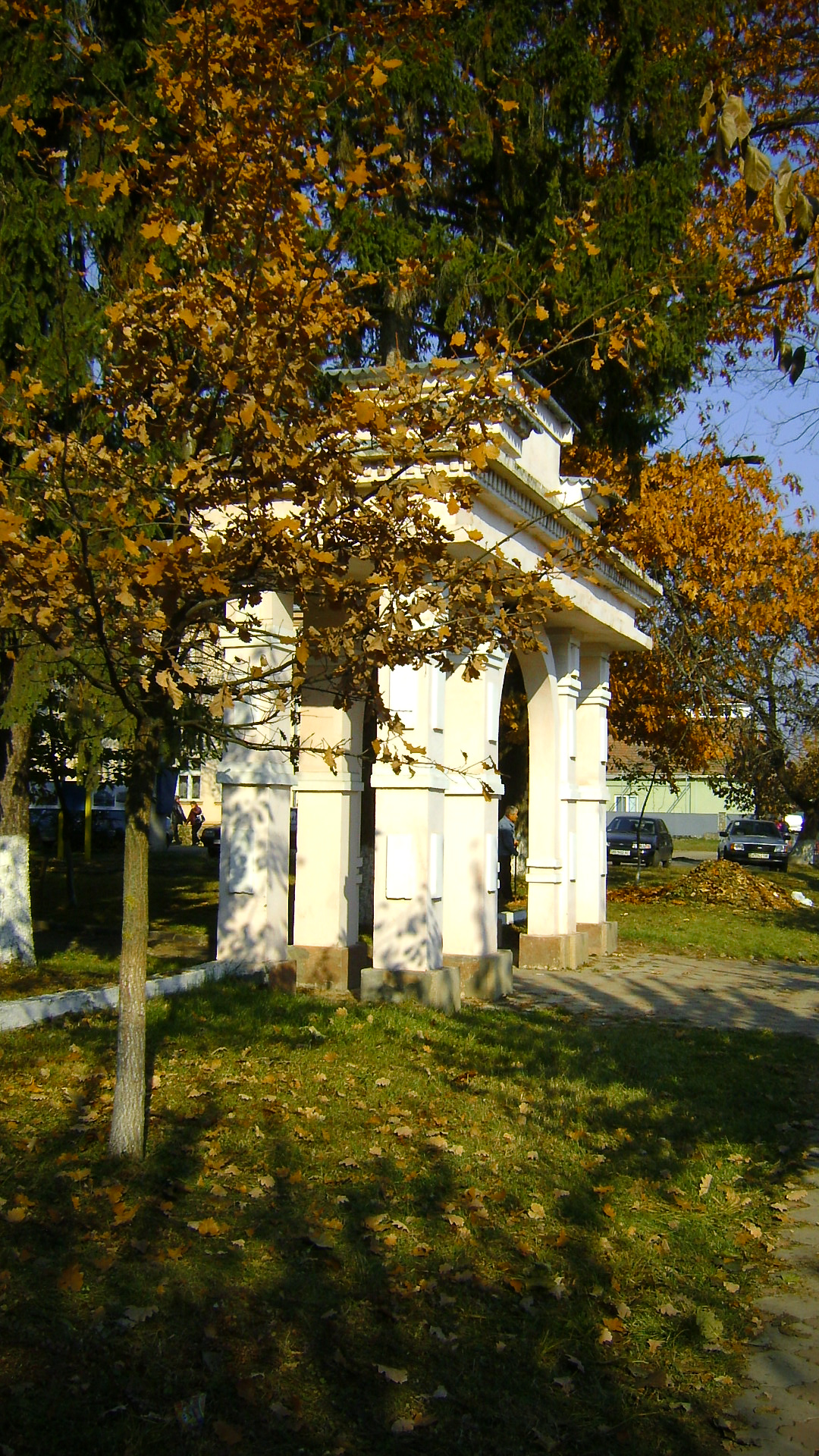
Тріумфальна Арка.

У довоєнний і воєнний період архітектура була схожа на більшість тогочасних сіл. У цей період у місті проживало багато євреїв, угорців і словаків, деякі з них мали невеличкі магазини (кав'ярні, хлібобулочні магазини). Деякі з тих будинків збереглися й дотепер, наприклад: будинок ст. Іршава, будівля Банку біля центрального мосту, будинки навпроти першої школи, місцева Синагога (зараз у ній розташоване відділення червоного хреста); будинок, у якому тепер знаходиться станція юних туристів, був приватним і належав двом братам євреям. Старих будинків залишилося дуже мало, більшість з них було знесено під забудову нових.
У післявоєнні роки (з 1945 до 1960), почалась індустріалізація майбутнього міста. У ці роки було побудовано багато підприємств, кооперативів і заводів (Ремверстат Іршава, Швейна фабрика, Бавовняно-ткацька, Абразивний завод, Вин-завод, Комбікормовий завод, завод побутової хімії тощо). Наприкінці 50-х на початку 60-х років у місті було збудовано кінотеатр «Дружба» (зараз у ньому знаходиться «Будинок дитячої творчості»). У 60-ті роки почалася розбудова центра міста, було знесено всі старі будинки у районі забудови. Було побудовано: «Торговий центр» (Гастроном), РБК-Районний Будинок Культури (збудований на місці Амфітеатру), Міську і Районну ради, Будинок дитячої творчості (зараз у ньому розташований краєзнавчий музей), універсам «Жовтневий» тепер «Дитячий», Будинок Пошти (Укр-Пошта), КООП Іршава (невелика мережа магазинів).
З найстаріших споруд можна зазначити Церкву Петра і Павла (що у центрі міста), колись вона була греко-католицькою, а з часом стала православною. Місцева знаменитість — Центральний міст, що збудований ще за часів першої Чехословацької Республіки і є найстарішим мостом у місті та одним з найстаріших у районі; він є єдиним у своєму роді. Міст розташований у самому центрі міста і з'єднує два береги річки Іршавка. Через своє вдале розташування є найбільш відвідуваним мостом; через нього проходить автошлях Т0719, тому рух центральною частиною міста дуже жвавий у робочі дні (особливо зранку). Також у місті є дві нові церкви: греко-католицький Петропавлівський храм 2000—2008 рр. (знаходиться у центрі міста біля набережної), і великий православний Свято-Іллінський храм, будівництво якого розпочалося ще у 1992 році і триває дотепер.
В Іршаві, як і у селі Дешковиця (8 км від міста), мешкає декілька родин громади ноахідів (усього місцева громада налічує приблизно 100 родин).
12 липня 2017 року єпископ Ужгородський і Закарпатський Варсонофій в Іршаві звершив чин освячення храму на честь апостолів Петра і Павла.
Іршава окремо славиться найбільшим кованим гербом в Україні. Його висота - 3 метри. Герб міста сконструйований Іршавською кузнею БК.

### Соціальна сфера
У місті є дві великі школи І-ІІІ ступенів акредитації (школа № 1 на правому березі та школа № 2 на лівому березі р. Іршава), Іршавський ліцей (колишня гімназія), 4 сучасні дитсадки, музична школа, школа мистецтв, ДЮСШ, дві автомобільні школи.

## Промисловість
Основні промислові підприємства за видами:

### Машинобудування
- ЗАТ «Іршавський абразивний завод» — Іршавський р-н, м. Іршава, вул. Федорова, 12.
- ВАТ «Іршавремверстат» — Іршавський р-н, м. Іршава, вул. Гагаріна, 110.
- ВАТ «Іршавське РТП» — Іршавський р-н, м. Іршава, вул. Федорова, 29.

### Лісова, деревообробна
- ЗАТ «Іршавська меблева фабрика» — Іршавський р-н, м. Іршава, вул. Федорова, 20.
- ТзОВ «Фактор-Тойс» — Іршавський р-н, м. Іршава, вул. Федорова, 29 корпус 1.

### Харчова промисловість
- Завод продтоварів — Іршавський р-н, м. Іршава, вул. Шевченка, 70.
- Промкомбінат ОСС — Іршавський р-н, м. Іршава, вул. Борканюка, 67.
- Хлібокомбінат РСС — Іршавський р-н, м. Іршава, вул. Гагаріна, 116.
- Барва — Іршавський р-н, м. Іршава, вул. Шевченка, 11.
- ПП «Гроно-1» — Іршавський р-н, м. Іршава, вул. Фединця, 50.
- Супермаркет «Амбар», площа Народна.

### Легка промисловість
- ТОВ «Сандерс-Виноградів» — Іршавський р-н, м. Іршава, вул. Гагаріна, 49.
- ТзОВ «А. М. Ітро» — Іршавський р-н, м. Іршава, вул. Борканюка, 67.

### Поліграфія
Райдрукарня — Іршавський р-н, м. Іршава, вул. Гагаріна, 36.

## Галерея

Іршава. Фото 1940 року (листівка)
Іршавська залізнична станція (поч. XX ст)
Іршава. 1936 рік. Потічок "Синявка"
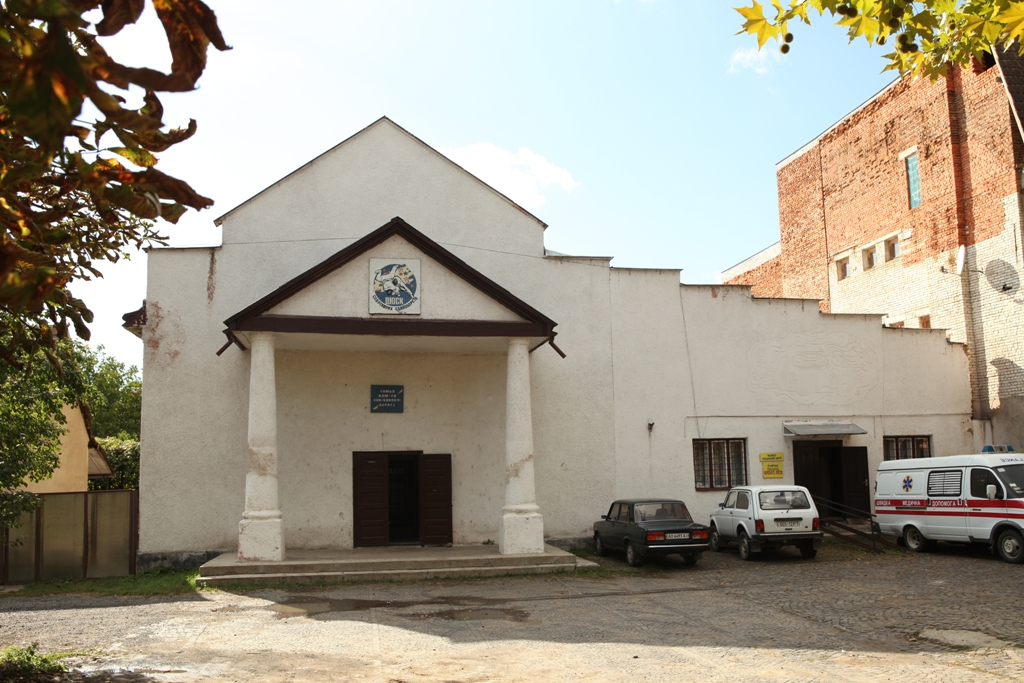
Колишня головна синагога, потім старий Будинок культури
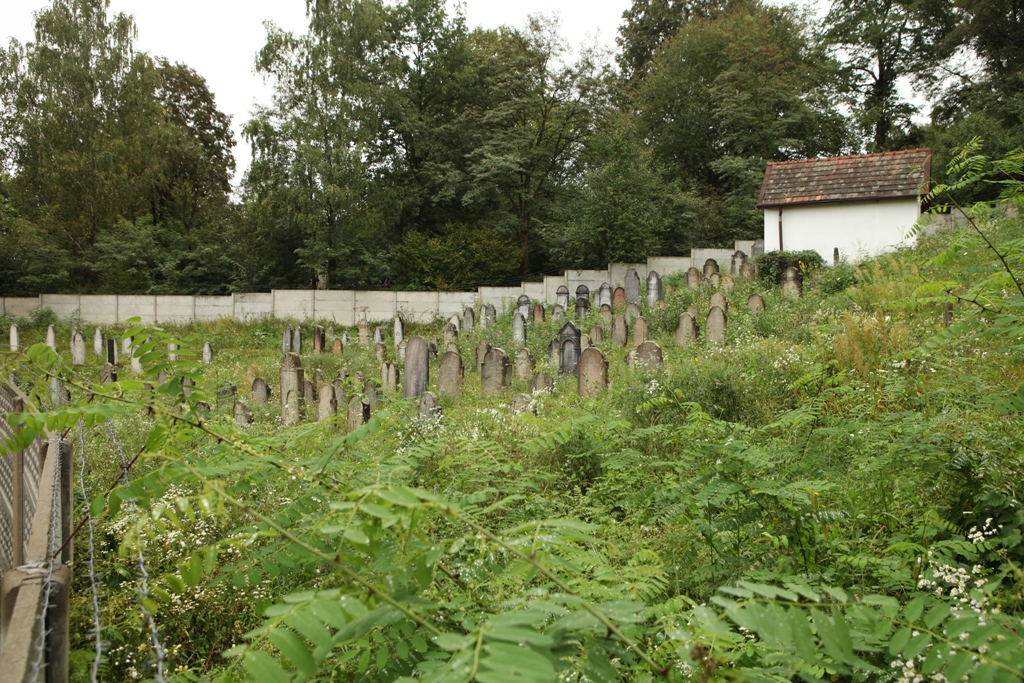
Єврейське кладовище

## Відомі люди

### Уродженці
- Фущич Василь Васильович (нар. 1929) — український актор.
- Степан Жупанин (1936—2005) — український письменник, педагог. Лауреат премії імені Лесі Українки. Член Національної спілки письменників України від 1974 року.
- Володимир Лендьєл (1934—2000) — український фізик, доктор фізико-математичних наук (1975), професор (1978), академік Академії наук вищої школи України, заслужений діяч науки і техніки УРСР.
- Василь Станкович (нар. 1946) — український фехтувальник, дворазовий срібний олімпійський призер і чотирикратний чемпіон світу.
- Роман Греба (нар. 1978) — український громадський діяч, заслужений юрист України, державний службовець, колишній заступник міністра освіти та науки України.
- Іванна Баґова (нар. 1993) — словацька співачка, переможець Голосу Чехії і Словаччини.